# Spike Chunsoft
A Spike Chunsoft (株式会社スパイク・チュンソフト) egy japán videójáték-fejlesztő és kiadó cég, amely 2012. április 1-jén a Spike és a Chunsoft egyesülésével jött létre. Mindkét cég anyavállalata a Games Arena volt, ami pedig a Dwango leányvállalata.

## Videójátékaik

### Saját fejlesztésű játékaik
- Conception: Ore no Kodomo o Undekure! (PlayStation Portable, 2012)
- Kenka bancsó Bros. Tokió Battle Royale (PlayStation 2, 2012)
- Super Danganronpa 2: Szajonara zecubó gakuen (PlayStation Portable, 2012)
- Fusigi na Dungeon: Fúrai no siren 4 Plus - Kami to me to akuma e szo (Nintendo DS, PlayStation Portable, 2012)
- Pokémon Mystery Dungeon: Gates to Infinity (Nintendo 3DS, 2013)
- 999: Nine Hours, Nine Persons, Nine Doors (Nintendo DS, iOS, 2009-13)
- Conception II: Children of the Seven Stars (Nintendo 3DS, PlayStation Vita, 2013)
- Danganronpa 1-2 Reload (PlayStation Vita, 2013)
- StreetPass Battle / Warrior’s Way (Nintendo 3DS, 2013)
- Shingeki no Kyojin: Humanity in Chains (Nintendo 3DS, 2013)
- J-Stars Victory VS (PlayStation 3, PlayStation Vita, 2014)
- Fossil Fighters: Frontier (Nintendo 3DS, 2014)
- Szekai szeifuku: Costume Fes. (PlayStation Vita, 2014)
- Danganronpa Another Episode: Ultra Despair Girls (PlayStation Vita, 2014)
- Danganronpa: Unlimited Battle (iOS, Android, 2015)
- Kenka bancsó 6: Soul & Blood (Nintendo 3DS, 2015)[1]
- Ukijó no sisi (PlayStation 3, 2015)
- Ukijó no rósi (PlayStation Vita, 2015)
- Etrian Mystery Dungeon (Nintendo 3DS, 2015)
- Shiren the Wanderer 5 Plus (PlayStation Vita, 2015)
- J-Stars Victory VS+ (PlayStation 4, PlayStation 3, PlayStation Vita, 2015)
- Mystery Chronicle: I Won’t Look Back Until I Win (PlayStation 4, PlayStation Vita, 2015)
- Pokémon Super Mystery Dungeon (Nintendo 3DS, 2015)[2]
- Exist Archive: The Other Side of the Sky (PlayStation 4, PlayStation Vita, 2015)[3]
- Zero Escape: Zero Time Dilemma (Nintendo 3DS, PlayStation Vita, 2016)[4]
- New Danganronpa V3: Minna no korosiai singakki (PlayStation 4, PlayStation Vita, TBA)[5]
- One Piece: Burning Blood (PlayStation 4, Xbox One, PlayStation Vita, TBA)[6]

### Honosított játékaik
- The Witcher 2: Assassins of Kings (2012)
- Saints Row: The Third (2012)
- Kingdoms of Amalur: Reckoning (2012)
- Dead Island: Riptide (2013)
- Metro: Last Light (2013)
- Terraria (2013)
- Epic Mickey: The Power of 2 (2013)
- Epic Mickey: Power of Illusion (2013)
- Epic Mickey 2: The Power of Two (2013)
- CastleStorm (2015)
- Hotline Miami 2: Wrong Number (2015)
- The Witcher 3: Wild Hunt (2015)